# Maurizio Baradello
Maurizio Baradello (Torino, 25 agosto 1960 – Torino, 9 maggio 2017) è stato un politico italiano.

## Biografia
Dirigente del comune di Torino, ha fatto parte dello staff del vicesindaco dal 2001 al 2006.
Alle elezioni politiche del 2013 è candidato alla Camera dei Deputati, nella circoscrizione Piemonte 1, nelle liste di Scelta Civica per l'Italia, risultando tuttavia il primo dei non eletti.
Il 17 settembre 2015, in seguito alle dimissioni di Paolo Vitelli dalla carica di parlamentare, viene eletto deputato della XVII Legislatura, iscrivendosi al gruppo parlamentare centrista Democrazia Solidale - Centro Democratico.
È scomparso il 9 maggio 2017 all'età di 56 anni a seguito di un'emorragia, mentre si trovava ricoverato all'Ospedale Mauriziano di Torino a seguito di un tumore; ha lasciato moglie e tre figli. Alla Camera gli subentra come deputato l'ex direttore de Il Sole 24 Ore Ernesto Auci.